# Martín Torres
Martín Torres, vollständiger Name Héctor Martín Torres Alonso, (* 5. Februar 1992 in Punta del Este) ist ein uruguayischer Fußballspieler.

## Karriere
Der 1,79 Meter große Defensivakteur Torres steht mindestens seit der Saison 2013/14 beim seinerzeitigen Zweitligisten Club Atlético Atenas im Kader. Beim Verein aus San Carlos absolvierte in jener Spielzeit 2013/14 22 Spiele in der Segunda División. Ein Tor erzielte er nicht. Am Saisonende stieg sein Verein in die höchste uruguayische Spielklasse auf. In der Saison 2014/15 wurde er 20-mal (kein Tor) in der Primera División eingesetzt, konnte mit seinem Klub den unmittelbaren Wiederabstieg nicht verhindern. In der Apertura 2015 bestritt er fünf Ligaspiele (kein Tor). Ende Februar 2016 wechselte er innerhalb der Liga zu Deportivo Maldonado und lief in der Clausura 2016 zehnmal (kein Tor) in der Segunda División auf. Ende August 2016 schloss er sich dem Club Atlético Torque an. Dort bestritt er in der Saison 2016 acht Zweitligaspiele (kein Tor).